# 里耶秦簡
『里耶秦簡』（りやしんかん）は、中国の里耶古城遺跡から出土した秦代の竹簡群。紀元前222年（始皇25年）から紀元前208年（秦二世2年）にいたる秦代の行政文書が秦隷で記載されている。

## 発掘の経緯
2002年6月、湖南省湘西トゥチャ族ミャオ族自治州竜山県里耶鎮で緊急の考古発掘がおこなわれ、戦国時代の古城が発見された。その古城の古井戸の中から36000枚あまりの秦代の竹簡が出土した。

## 内容
秦代の地方行政文書であり、洞庭郡やその属県の記録とみられる。秦代の法律や制度を解明するための重要史料として研究が進められている。